# Racky Bolly
Racky Bolly, née le 9 juillet 1987, est une judokate sénégalaise.

## Carrière
Racky Bolly évolue dans la catégorie des plus de 78 kg. Elle remporte la médaille de bronze aux Championnats d'Afrique de judo 2008.